# Джерело «Гвинтове»
Джерело Гвинтове — гідрологічна пам'ятка природи місцевого значення.
Розташована на території Цибулівської сільської ради Гайсинського району Вінницької області. Оголошена відповідно до Рішення Вінницького облвиконкому від 18.08.1983 р. № 384.
Охороняється потужне глибоководне джерело ґрунтової води в балці урочища «Гвинтове».